# Troop Zero
Troop Zero es una película de comedia dramática estadounidense de 2019, dirigida por el dúo femenino británico Bert & Bertie, a partir de un guion de la coguionista de Beasts of the Southern Wild, Lucy Alibar, e inspirada en la obra de Alibar de 2010 Christmas and Jubilee Behold The Meteor Shower.

## Argumento
En la zona rural de Wiggly, Georgia, en 1977, un grupo de inadaptados de la escuela primaria se unen para formar su propia tropa de Birdie Scouts.

## Reparto
- Mckenna Grace como Christmas Flint
- Viola Davis como Miss Rayleen
- Jim Gaffigan como Ramsey Flint
- Allison Janney como Miss Massey
- Charlie Shotwell como Joseph
- Johanna Colón como Smash
- Milan Ray como Hell-No Price
- Bella Higginbotham como Anne-Claire
- Mike Epps como Dwayne Champaign
- Ashley Brooke como Piper Keller
- Kai Ture' como Ginger
- Edi Patterson como Miss Aimee
- Gwendolyn Mulamba como Miss Penny
- Jecobi Swain como Ray-Ray